# Ethische Bewegung
Als ethische Bewegung wird das ab den 1860er Jahren in Nordamerika, England und Deutschland einsetzende Bestreben bezeichnet, moralische Wertvorstellungen zu verbreiten und diese von der Religion loszulösen. Das sittliche Gedankengut sollte dabei insbesondere auch mit dem Handeln in Einklang kommen.

## Vertreter
Die Bewegung entstand in Nordamerika und hing mit unitarischen sowie humanistischen Bestrebungen zusammen. Die bedeutendsten Führer und Redner waren Felix Adler, William Salter und Stanton Coit. Mit der Gründung der Societies for Ethical Culture 1876 durch Felix Adler gilt dieser als Begründer der Ethischen Bewegung. Folgend entwickelten sich daraus eine Anzahl weitere Gesellschaften mit ähnlichen Zielen.
William Mackintire Salter hatte sich unter anderem durch seine Vorlesungen über Die Religion der Moral bekannt gemacht. Er geht von Kant aus, betont sehr stark dessen Pflichtbegriff, setzt aber an Stelle der Religion, die so gut wie aufgehoben wird, die Ausübung der Menschenliebe. Felix Adlers populärstes Werk ist Moralunterricht der Kinder und vom Engländer Stanton Coit stammt neben anderen Werken Die ethische Bewegung in der Religion.
Nachdem in London eine solche Vereinigung gegründet worden war, bildete sich in Berlin namentlich unter Leitung des Professors der Astronomie Wilhelm Foerster und des Professors der Philosophie Georg von Gizycki die Deutsche Gesellschaft für ethische Kultur, an die sich Unterabteilungen in anderen deutschen Städten angliederten.
In Deutschland waren für diese Richtung auch tätig: der Sohn des Professors Foerster Friedrich W. Foerster wie auch August Döring, Ferdinand Tönnies, Friedrich Jodl, Theobald Ziegler und Johannes Unold, jedoch ohne sich in ihren Zielen recht einig zu sein. Die Bewegung verlor nach dem Tode Gizyckis (1895) an Bedeutung, was aber auch damit zusammenhängen mag, dass soziale Fragen mehr und mehr in den Vordergrund traten.
Die folgenden Zeitschriften traten für die ethische Bewegung ein: die Mitteilungen der Deutschen Gesellschaft für ethische Kultur (Berlin 1894–95) und die Ethische Kultur. Wochenschrift für sozial-ethische Reformen. Letztere wurde nach dem Tode des ersten Herausgebers, v. Gizycki, weiter redigiert von F. W. Foerster, später von Penzig und Kronenberg. In Amerika war die Richtung vertreten durch die Zeitschriften The Open Court, The Monist sowie das International Journal of Ethics.

## Ziele
Anstoß zur Gründung war, dass sich immer mehr Menschen von der Kirche abwendeten und die Institution so ihrer Rolle als sittliche Stütze nicht mehr hinreichend nachkommen konnte. Verlassen wurde die Kirche – nach der Auffassung der Bewegung – vor allem wegen ihrer dogmatischen Grundsätze und Sätze des Glaubens. Ebenso sah die Bewegung in den verschiedenen Religionen das Problem, dass die Grenzen der verschiedenen Religionen die jeweiligen Anhänger trennen würden. Aufgrund dessen wollte die ethische Bewegung die Aufgabe um das Lehren moralischen Gedankengutes übernehmen und mit den ethischen Vereinigungen eine Gesellschaft mit gemeinsamen Zielen für gemeinsame sittliche Bedürfnisse formen.
Hauptziel der Bewegung war, ethische Kultur zu vermitteln und einen moralischen Fortschritt zu erreichen. Die Gesellschaften setzten sich für die Pflege menschlicher Kultur ein, die als ein Zustand der Gerechtigkeit, Wahrhaftigkeit, Menschlichkeit und gegenseitiger Achtung bestimmt wurde. Dies sollte durch Unterricht erreicht werden, der keine Rücksicht nehmen sollte auf die spaltenden religiösen Dogmen. Gefordert wurde auch, dass sich der Mensch als nächste Ursache erkennt und das Gewünschte selbst herbeiführt, statt nur dafür zu beten. Demzufolge musste man beispielhaft handeln und dem Gedankengut musste entsprechendes Handeln folgen.
Die Bewegung betrachtete sich aber nicht als Gegner der Kirche, sondern wollte die „sittliche Veredlung“ des Volkes einfach über gänzlich andere Mittel erreichen. Das, was die Menschen verbindet, wollten sie nicht auf Vorstellungen gründen, welche die Menschen trennen. Sie befolgten daher den Grundsatz, die sittliche Bildung gänzlich unabhängig von allen theologischen Begriffen allein aus den tieferen Existenzbedingungen und Grundgesetzen der Natur und ihrer untrennbaren Wechselwirkung mit der Gemeinschaft zu entwickeln. Der Glaube an einen persönlichen Gott wurde von der Gemeinschaft nicht verlangt.
Neben oben Genanntem sah sich die Bewegung auch als Antwort auf die Soziale respektive Arbeiterfrage.
Denn würden sich, so die historische Logik, die moralischen Verhältnisse verbessern, müsste das auch eine Verbesserung der äußeren Lebensbedingungen nach sich ziehen.

„Wir haben bei der Bildung unserer Gesellschaft ein edleres privates und gerechteres soziales Leben im Sinne. Die Basis unserer Bewegung liegt nicht in den alten Religionen, noch in irgend einer der rationalisierten Formen derselben.“